# Eiffel 65
Eiffel 65 er en Italiensk electronic/eurodance/italodance gruppe på tre medlemmer, der blev dannet i sidste halvdel af 1990'erne. Gruppen er mest kendt for sangen "Blue (Da Ba Dee)", andre hitsingler var "Move Your Body" and "Too Much of Heaven" som alle var med på deres debutalbum Europop fra 1999. Navnet Eiffel var tilfældigt udvalgt af et computerprogram og tallet 65 var ved en fejl blevet tilføjet på en demo. Eiffel 65 opnåede større succes i USA end nogen anden italiensk pop- eller dancegruppe før havde gjort. Gabry Ponte gik solo i marts 2005. I juni 2006 skiftede gruppen navn til Bloom 06.
Den originale Eiffel 65 gruppe blev gendannet juni 2010.

## Diskografi

### Studiealbum
- Europop (1999)
- Contact! (2001)
- Eiffel 65 (2003)

### Singler
- Blue (Da Ba Dee) (1999)
- Move Your Body (1999)
- Too Much of Heaven (2000)
- My Console (2000)
- One Goal (2001)
- Back in Time (2001)
- Lucky (In My Life) (2001)
- 80's Stars (2002)
- Losing You (2002)
- Cosa Resterá (In a Song) (2002)
- Quelli che non hanno età (2003)
- Viaggia Insieme a Me (2003)
- Viaggia Insieme a Me RMX (2003)
- Una notte e forse mai pià (2003)
- Voglia di Dance All Night (2004)

### EP'er
- Episode I (1999)
- Episode II (2000)